# Krakowski Szybki Tramwaj

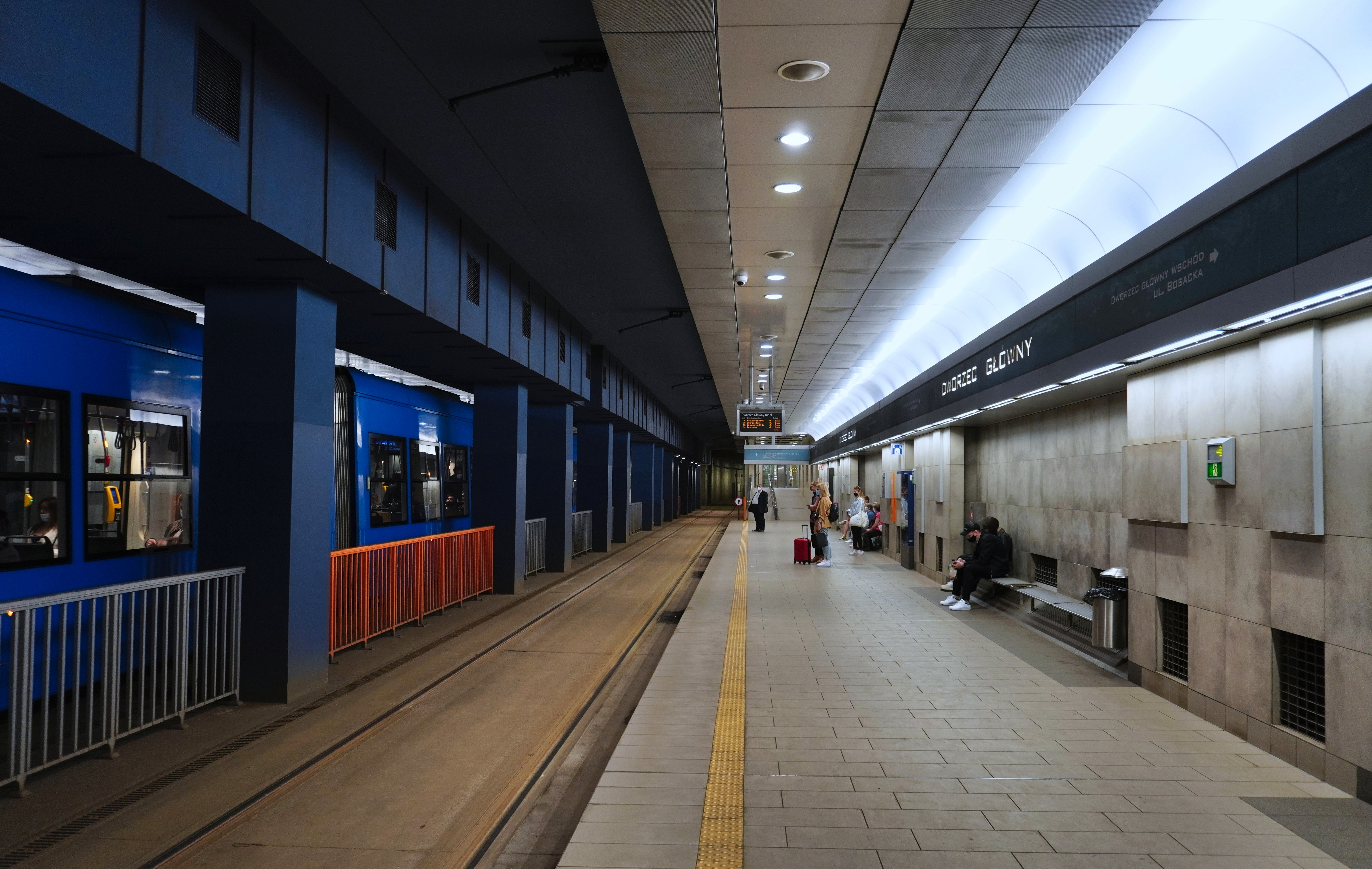
Podziemna stacja Dworzec Główny Tunel

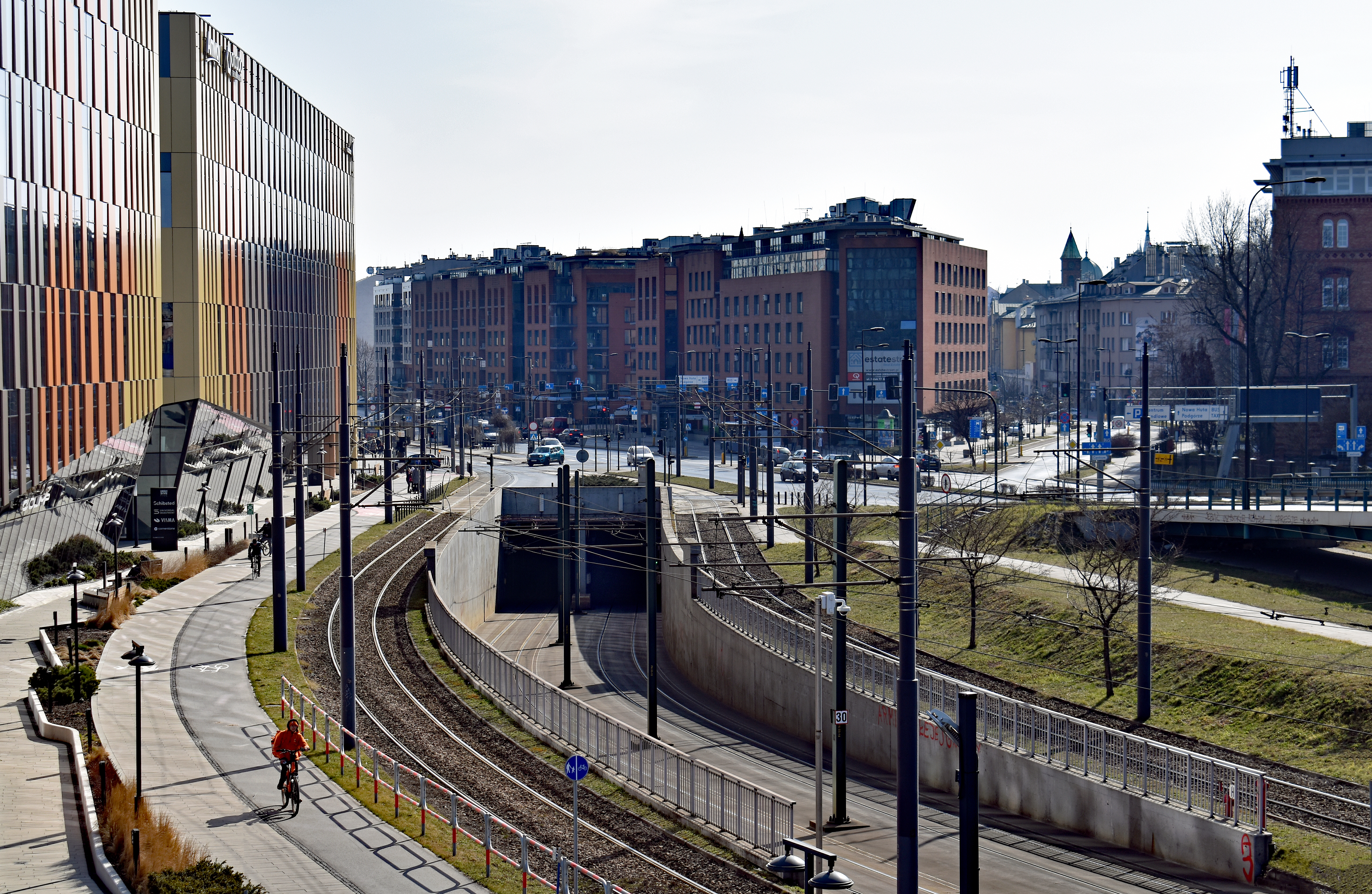
Początek tunelu tramwajowego
ul. Pawia

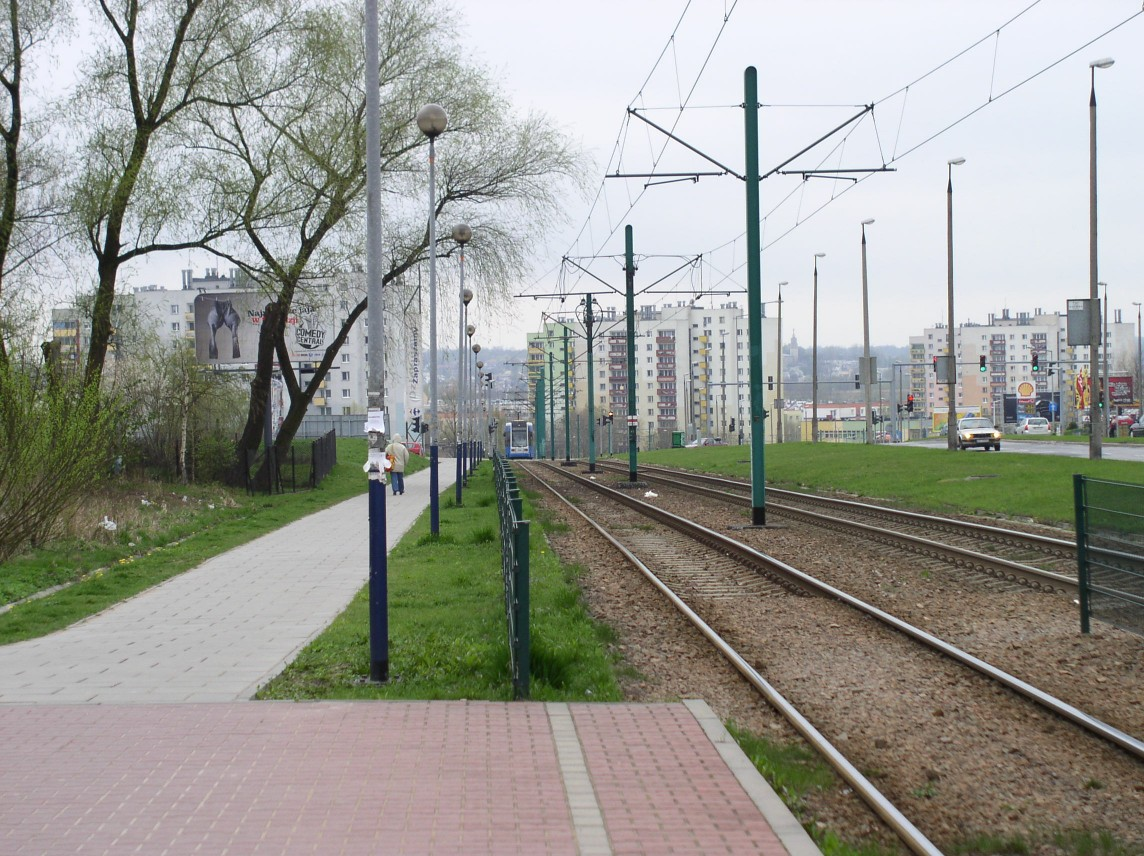
Torowisko KST w kierunku Kurdwanowa

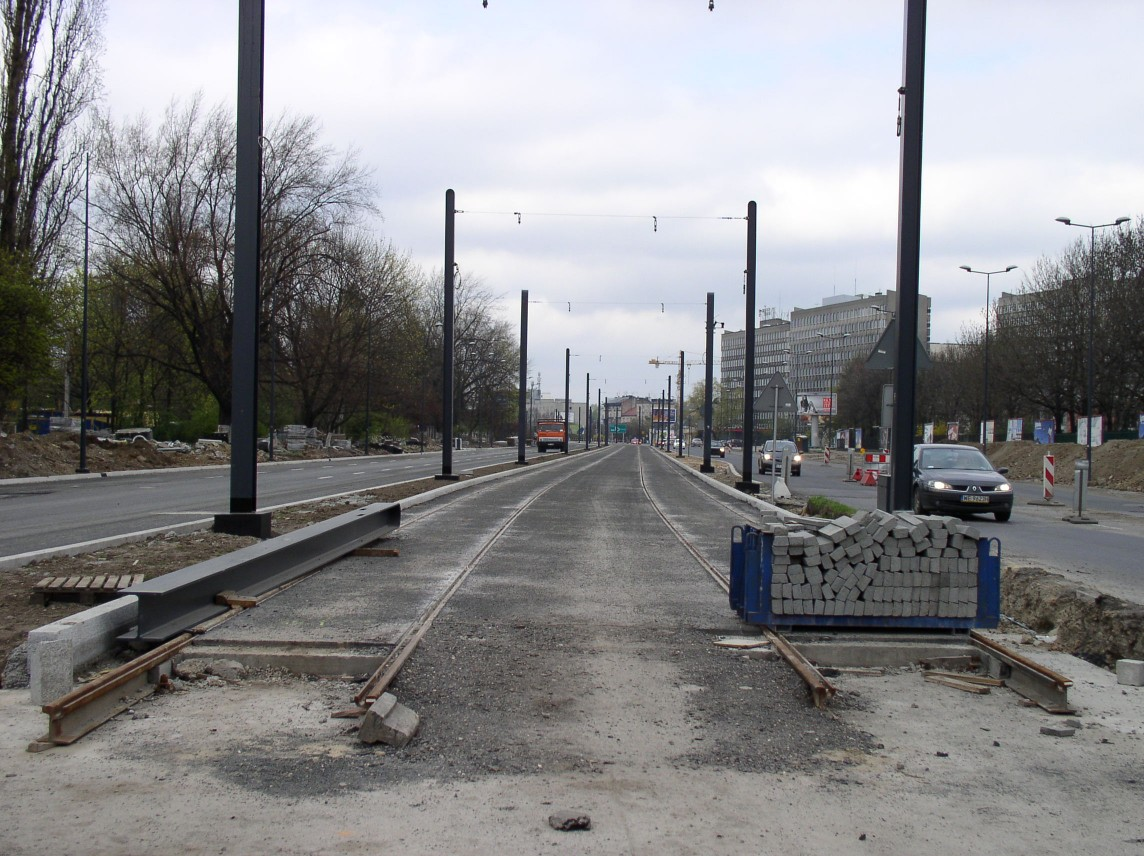
Przebudowa torowiska w al. Powstania Warszawskiego pod kątem KST

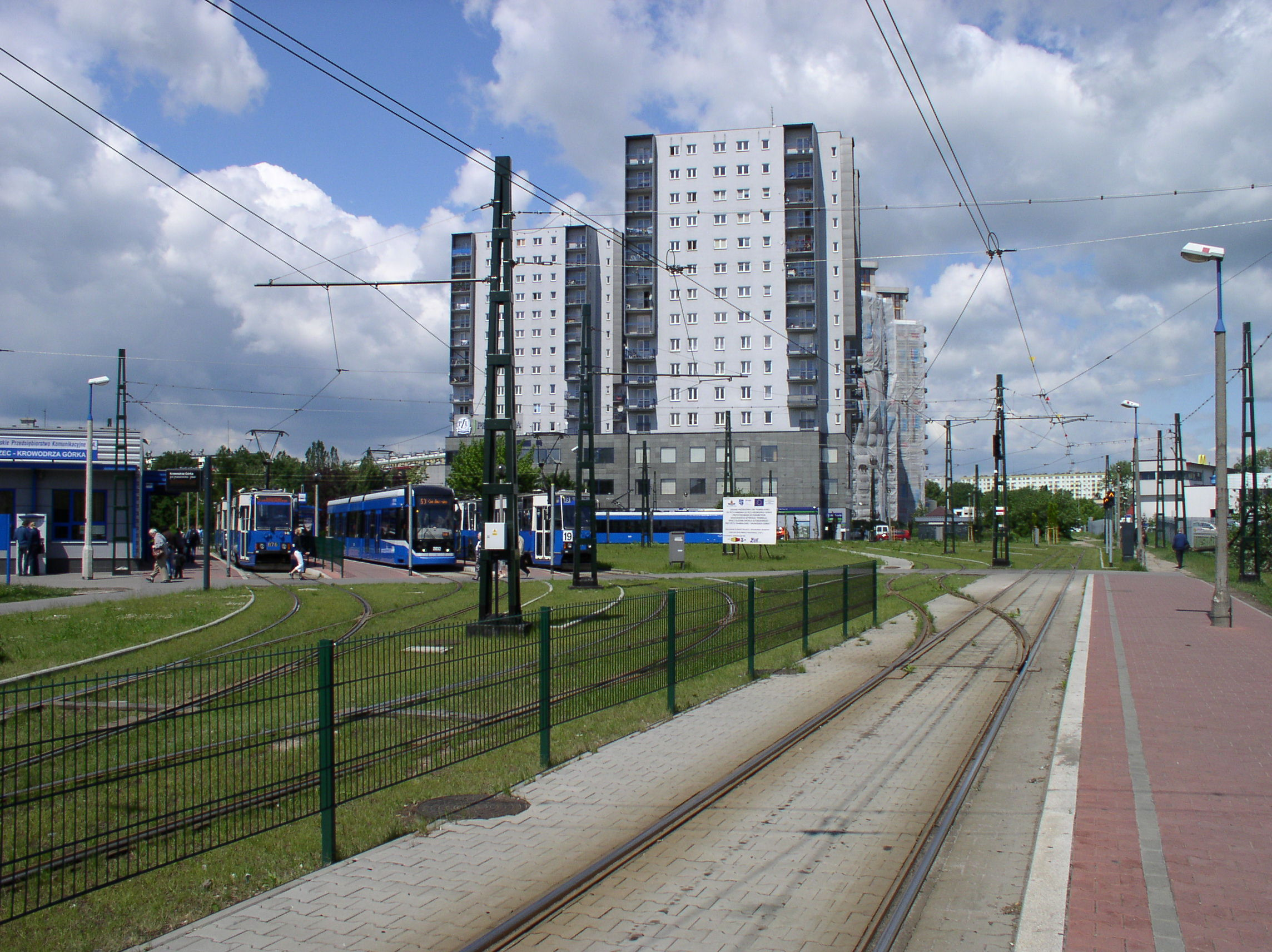
Zmodernizowana w 2007 roku pętla Krowodrza Górka z dworcem tramwajowo-autobusowym

Krakowski Szybki Tramwaj (KST) – współczesna krakowska inwestycja w komunikację zbiorową, mająca zapewnić miastu szybką i sprawną sieć transportu zbiorowego, łącząca zalety klasycznego tramwaju oraz metra. W jej skład wchodzą bezkolizyjne torowiska tramwajowe lub wybrane torowiska wydzielone z zapewnionym bezwzględnym priorytetem na skrzyżowaniach. Budowa systemu rozpoczęła się oficjalnie w latach 90. XX w., natomiast uruchomienie pierwszego korytarza z osiedla Krowodrza Górka do Kurdwanowa nastąpiło 12 grudnia 2008.

## Charakterystyka KST
Podstawowym wyróżnikiem systemów szybkiego tramwaju jest prędkość komunikacyjna, która nie może być niższa niż 24 km/h, licząc wraz z czasem postoju na przystankach. Krakowski Szybki Tramwaj dąży do spełnienia tego wymogu poprzez kombinację:
1. Odcinków torowisk bezkolizyjnych (obecnie przede wszystkim tunel tramwajowy).
2. Odcinków wydzielonych z zapewnionym bezwzględnym priorytetem na skrzyżowaniach.

Tworzą one korytarz, w którym przyspieszane są wszystkie kursujące nim linie tramwajowe, niezależnie od typu taboru, mimo iż początkowo priorytet miał być zapewniony jedynie wybranym liniom. Krakowski Szybki Tramwaj wykorzystuje dwa systemy informatyczne:
- UTCS (Urban Traffic Control System) – System Sterowania Ruchem obejmujący swym zakresem 72 skrzyżowania w ścisłym centrum Krakowa i wzdłuż tzw. korytarza Krakowskiego Szybkiego Tramwaju (KST);
- TTSS (Traffic Tram Supervision System) – System Nadzoru Ruchu Tramwajowego, w tym system priorytetu przejazdów tramwajów przez skrzyżowania zlokalizowane w korytarzu KST, obejmujący 196 pociągów tramwajowych;

Wykonawcą obu systemów jest firma Siemens.
Z fragmentów korytarzy KST mogą korzystać wszystkie linie tramwajowe. Oprócz tego wraz z uruchomieniem systemu utworzono dodatkowe linie tramwajowe, które poruszają się wyłącznie w korytarzach KST i są obsługiwane w większości przez tabor niskopodłogowy. Przeznaczono dla nich przedział numeracji 5x, obejmujący ogólnie linie o zwiększonej częstotliwości kursowania. 

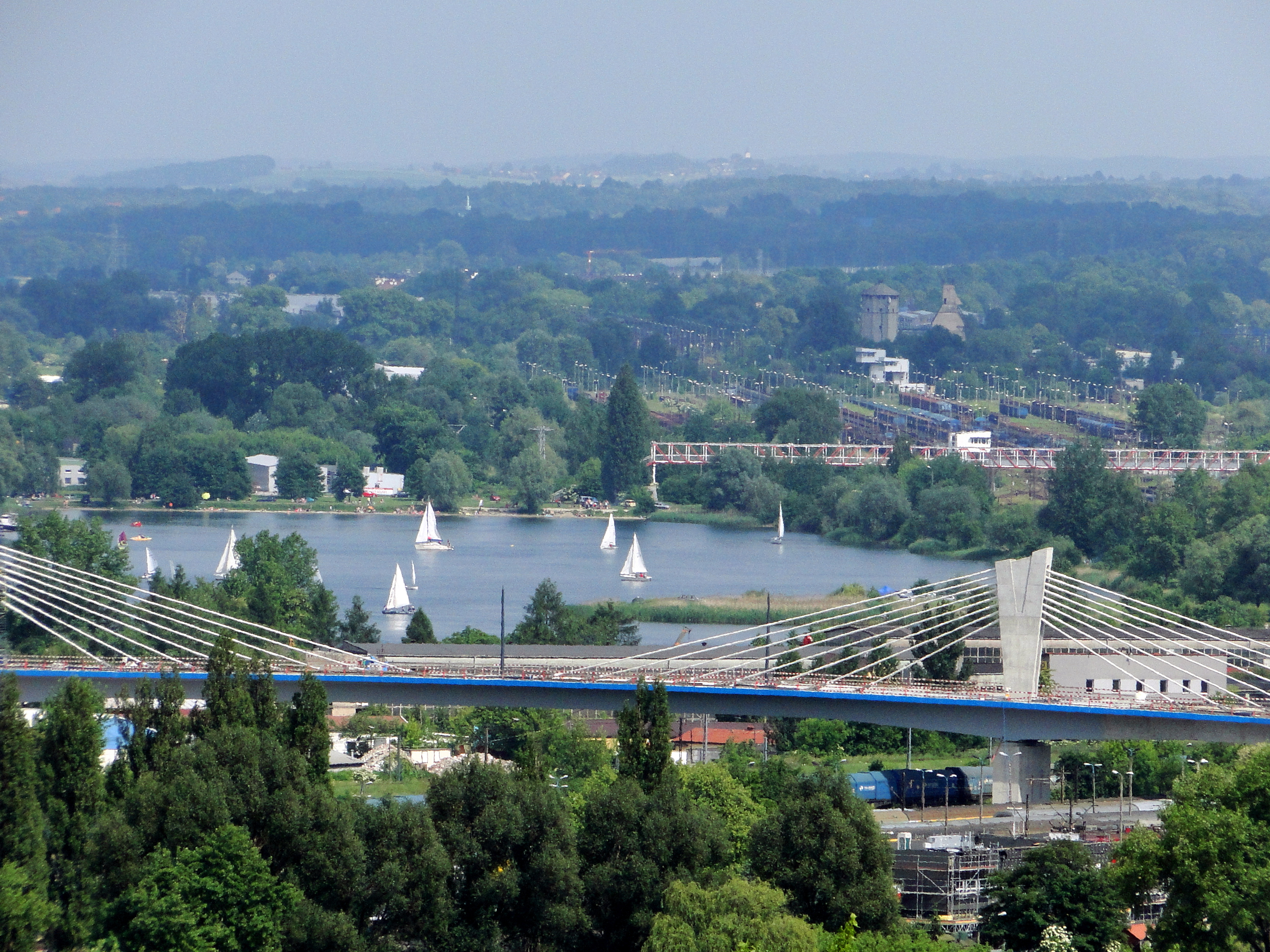
Budowa estakady Wielicka – Lipska

## Historia
W 1974 rozpoczęto budowę podziemnego tunelu pierwszej linii metra w rejonie Dworca Głównego PKP. Do końca 1989 zdołano zrealizować jedynie 180-metrowy odcinek pod peronami dworca. Po zmianach ustrojowych dalsza budowa została na kilka lat wstrzymana. W 1994 uchwalono Plan Ogólnego Zagospodarowania Miasta Krakowa, w którym zrezygnowano z budowy metra na rzecz szybkiego tramwaju. Nowa inwestycja miała wykorzystywać wybudowany już odcinek tunelu, który miał być jednak dokończony dla komunikacji północ-południe zamiast wschód-zachód.
Między 1995 a 1999 wybudowano kolejne 605 m tunelu pod ulicą Lubomirskiego, a niedługo później rozpoczęto budowę trasy tramwajowej z ul. Wielickiej do osiedla Kurdwanów, gdzie miał kończyć się pierwszy korytarz KST łączący północ z południem miasta.
Budowa Krakowskiego Szybkiego Tramwaju została podzielona na kilka etapów:
- Etap IA (oddano październik 2000) – os. Kurdwanów – ul. Wielicka[7].
- Etap IB (oddano grudzień 2008) – Rondo Grzegórzeckie – Krowodrza Górka z tunelem KST[7].
- Etap IIA (oddano listopad 2010) – Rondo Grzegórzeckie – Mały Płaszów[7].
- Etap IIB (oddano 30 sierpnia 2015) – ul. Wielicka – ul. Lipska, z estakadą tramwajową nad stacją kolejową Kraków Płaszów[8].
- Etap III – Krowodrza Górka – Górka Narodowa oraz Krowodrza Górka – Azory. Obecnie trwają prace projektowe[7]. Od 1 lipca 2020 roku teren został przekazany firmie budowlanej, a pierwsze prace rozpoczęły się 13 lipca 2020 roku[9]. Linia tramwajowa na Górkę Narodową została oddana do użytku we wrześniu 2023 r.[10][11][12].
- Etap IV – ul. Meissnera – pętla na os. Mistrzejowice. Obecnie (2023) trwa budowa[13].
- Etap V – os. Kurdwanów – pętla przy ul. Czerwone Maki z tunelem pod Centrum Jana Pawła II „Nie lękajcie się”[14]. Prace rozpoczęły się 18 lipca 2018 roku, linię otwarto w 2022 roku.

Ponadto w latach 2014–2015 wyremontowano torowisko w ul. Mogilskiej i al. Jana Pawła II między Rondem Mogilskim a placem Centralnym, właśnie na potrzeby KST.

## Finansowanie inwestycji
Projekt jest finansowany z budżetu miasta Krakowa. Od października 1998 inwestorem zastępczym miasta przy budowie KST jest Agencja Rozwoju Miasta Krakowa. Na wykonanie inwestycji zostały zaciągnięte kredyty w Europejskim Banku Odbudowy i Rozwoju oraz Europejskim Banku Inwestycyjnym.